# Волконскоит
Волконскои́т (устаревшие синонимы: гекторит, монтмориллонит хромистый — минерал из группы каолинита, подкласса листовых силикатов промежуточного между монтмориллонитом и нонтронитом состава:                                   СаО3 (Сr3+, Mg2+, Fe2+)2 (Si, Al)4 O10 (OH)2 ∙ 4H2 O.

## Свойства
Твёрдость 1,5 — 2, плотность 2 — 2,5. Сравнительно редкий минерал изумрудно-зелёного, травянисто-зеленоватого до грязно-зелёного цвета. Встречается также коричневого и чёрного цветов (за счёт содержания примесей оксидов Fe и Mn). Химически устойчив, непрозрачен, с матовым до жирного блеском, жирный на ощупь. Вязкий, легко царапается и режется ножом. Образует сплошные плотные скрытокристаллические массы. Гигроскопичен, легко поглощает воду, при высыхании растрескивается.

## История открытия
Открыт в 1830 году в Пермской губернии. Назван в честь светлейшего князя Петра Михайловича Волконского, генерал-фельдмаршала, участника Отечественной войны 1812 года (1).

## Происхождение
Происхождение экзогенное. Волконскоит образуется в результате взаимодействия подземных вод, обогащённых хромом, с органикой (с захороненными в крупнообломочном материале отводами и обломками стволов деревьев). В результате этого взаимодействия соединения хрома восстанавливались, образуя вместе с растворёнными в воде железом, кремнезёмом и глинозёмом данный материал. Вместе с тем, неясным остается вопрос об источнике поступления хрома в подземные воды, он до сих пор не установлен.

## Месторождения
Известен всего в нескольких пунктах Земного шара. Наиболее значительные по размерам залежи этого минерала известны в России, в Пермском крае, в меньших количествах в Удмуртии и Кировской области. Встречается в виде прожилков и столбообразных тел, залегающих горизонтально или наклонно среди песчаников (песков) и конгломератов (галечников), отложившихся в руслах древних рек в конце пермского периода (около 255 млн лет назад).

## Применение
Минерал высоко ценится художниками, так как из него получается качественная краска оливкового цвета (волконскоитовая краска) с высокой лессировочной способностью. После высыхания краска образует плёнку, стойкую к внешним воздействиям, не изменяет цвета под действием сероводорода и сернистых газов.
Иконописцы ещё за столетия до официального открытия этого минерала использовали его для изготовления красивого зелёного пигмента, который сохранял свой цвет столетиями; пример — широко известная икона «Святые апостолы Пётр и Павел» из Новгородского Софийского Собора XI века. Обычно плащ Иоанна Предтечи изображается зелёного цвета, с использованием данного минерала. В средние века волконскоит использовался часто и высоко ценился. Пабло Пикассо также пользовался в своих работах красками с применением волконскоита.
Кроме применения волконскоита в производстве художественных красок, он может применяться и в других видах промышленности, в реставрационных работах, в иконописи, для изготовления эмалей, глазури в керамическом и гончарном и производстве защитно-декоративных красок (волконскоит выдерживает температуру до 1500 °C). Волконскоитовый пигмент хорошо смешивается с титановыми и цинковыми белилами.
Волконскоит может успешно использоваться как адсорбент при очистке и рафинировании масел, как пермутит для устранения жёсткости воды. Покрытия с применением волконскоита повышают адгезионные свойства поверхности покрытия, дают хорошую матовую поверхность и имеют приятный шелковистый цвет.